# 伍秀芳
伍秀芳（？—？）香港及台灣电影演员。

## 生平
伍秀芳是從中国大陆到香港發展。曾出演1964年《男婚女嫁》及《大少奶》、1965年《西施》、1965年《巴士银巧破豪门计》、1966年《巴士银妙计除三害》及《真假凶手》等香港電影。
文化大革命初期，香港左翼文化机构中陸續有刘粤生、吴叔同、赵英魂、伍秀芳等人投奔臺灣。1966年9月30日，“反共導演”文逸民、“反共影星”伍秀芳、“前匪民兵隊長”張東耀在台北由救總理事長谷正綱介紹和記者們見面，並報告投奔自由經過。此後伍秀芳曾參演1968年臺灣電影《血城》及《風塵三俠》，1972年香港電影《狂风沙》、1973年香港電影《明日天涯》等。

## 家庭
伍秀芳的前夫是翁江培，1974年二人結婚，1986年離婚。1990年，翁江培和比他小30岁的亚姐伍咏薇结婚，婚后十三天翁江培即去世。

## 相關文藝作品
張大春在1999年出版的小説《城邦暴力團》中，描寫了伍秀芳到臺灣之後，被臺灣當局跟监掌控的情況。